# Bahnhof Perleberg

Der Bahnhof Perleberg ist der Bahnhof der brandenburgischen Stadt Perleberg an der Bahnstrecke Wittenberge–Strasburg. Er befindet sich im Südwesten der Stadt an der Kreuzung der Wittenberger und der Lenzener Straße. Das Empfangsgebäude, die Güterabfertigung und die Pflasterung stehen unter Denkmalschutz. Benachbart liegen der zentrale Omnibusbahnhof der Stadt sowie der ehemalige Bahnhof Perleberg Süd der Westprignitzer Kreisringbahn.

## Gebäude
Das Bahnhofsgebäude, um 1881 erbaut, ist ein Klinkerbau mit Heimatstilelementen. Mit seinem zweigeschossigen Anbau, der von der Deutschen Bahn als Stellwerk genutzt wird, erreicht das Gebäude circa 45,3 Meter Länge. Der heute etwa 35,6 mal 9,8 Meter messende Hauptbau besitzt zwei hohe Geschosse sowie ein niedriges Dachgeschoss. Seine Gestalt erhielt er durch verschiedene Erweiterungen und Änderungen.
Ursprünglich befanden sich im Erdgeschoss unter anderem Wartesäle für Reisende verschiedener Klassen. Im Obergeschoss wohnte der Stationsvorsteher. Später nutzte auch die Mitropa das Erdgeschoss. Heute ist das Gebäude der Öffentlichkeit nicht mehr zugänglich. Es befindet sich seit März 2017 in Privatbesitz und wurde modernisiert. Es wird für Gewerbe und Wohnen genutzt.

## Geschichte
Als in den vierziger Jahren des 19. Jahrhunderts die Berlin-Hamburger Bahn konzipiert wurde, war eine Streckenführung über Perleberg zeitweilig vorgesehen und wurde auch vermessen. Letztendlich führte man die Strecke Berlin–Hamburg jedoch über das benachbarte Wittenberge. Zu dieser Entscheidung trug die Lobbyarbeit des Besitzers der Wittenberger Ölmühle, Salomon Herz, bei. Perleberg als Kreisstadt der Westprignitz verblieb damit zunächst ohne Eisenbahnanschluss. Von Perleberg aus verkehrten in der Folge Postkutschen zum Wittenberger Bahnhof.
Um die für Perleberg unbefriedigende Situation zu verbessern, plante die Stadt eine Anschlussbahn nach Wittenberge. Am 17. Juni 1881 erhielt die stadteigene Wittenberge-Perleberger Eisenbahn die Konzession zum Bau der Strecke und am 15. Oktober 1881 wurde diese für den Personenverkehr eröffnet. Aus diesem Zeitraum stammt auch das Bahnhofsgebäude. Zur Verlängerung der Strecke über Pritzwalk und Wittstock wurde die Prignitzer Eisenbahngesellschaft gegründet. Am 31. Mai 1885 konnte der Personenverkehr nach Wittstock aufgenommen werden.

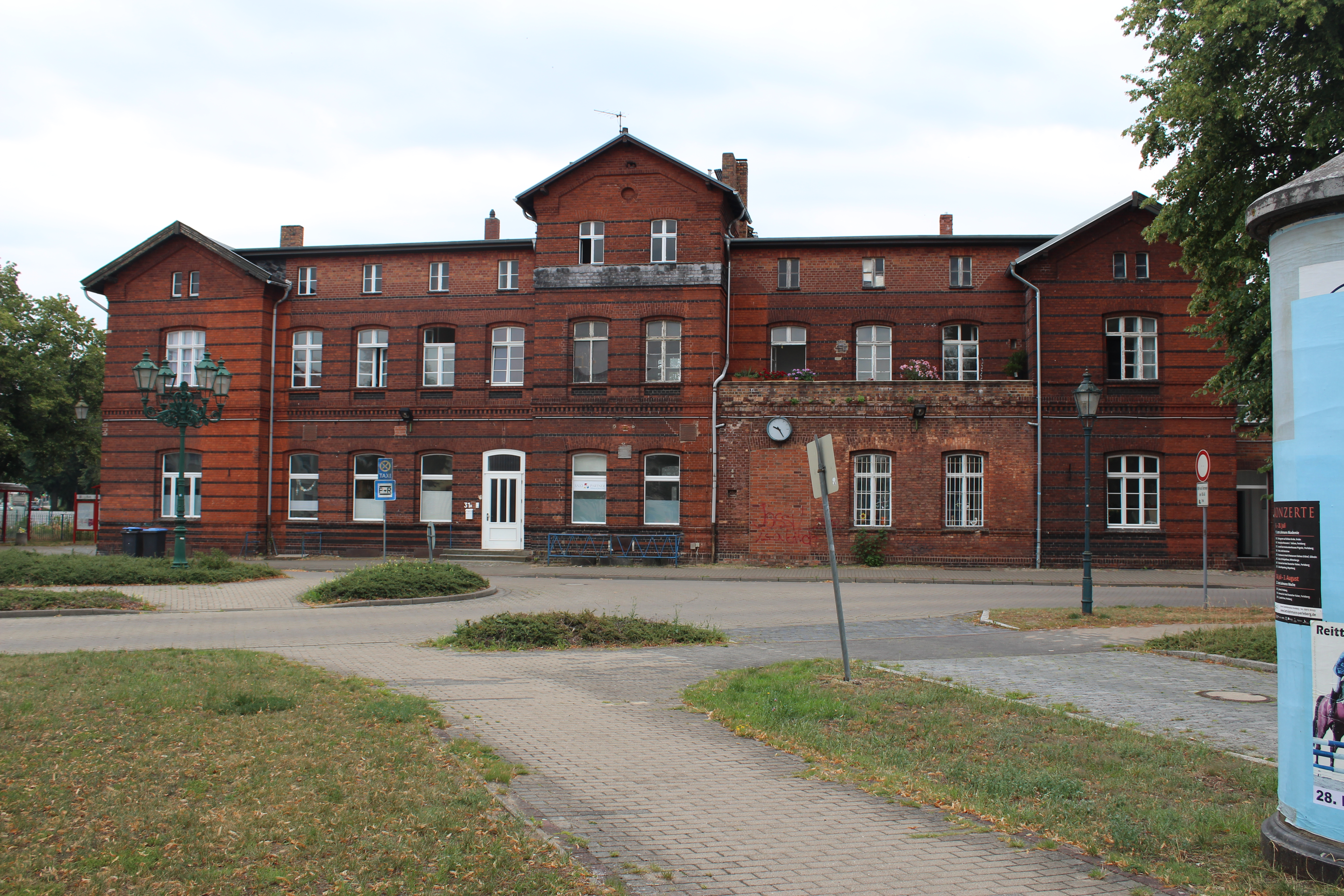
Empfangsgebäude, Straßenseite (2019)

Am 15. Oktober 1897 wurde die Kleinbahnstrecke Perleberg–Hoppenrade mit einer Spurweite von 750 mm eröffnet. Zusammen mit der am gleichen Tag eröffneten Strecke von Hoppenrade nach Kyritz waren damit die Kreisstädte von Ost- und Westprignitz direkt verbunden. Der Personenbahnsteig der Schmalspurbahn befand sich am Bahnhof Perleberg auf dem heutigen Bahnhofsvorplatz. Der öffentliche Personenverkehr wurde am 31. Mai 1969 auf der Schmalspurstrecke eingestellt und anschließend die Gleisanlagen abgebaut.
Im Jahr 1911 ging die Westprignitzer Kreisringbahn in Betrieb. Deren Strecke führte von Perleberg über Berge und Karstädt wieder nach Perleberg. Sie hatte ihren Bahnhof Perleberg Süd an der Lenzener Straße gegenüber dem Bahnhof Perleberg. Westlich davon führte ein Verbindungsgleis in den Bahnhof Perleberg. Der Personenverkehr wurde 1976 eingestellt, allerdings blieb der Abschnitt von Perleberg über Karstädt für den Güterverkehr bis kurz hinter Dallmin bis Anfang der 1990er Jahre erhalten. Mittlerweile ist diese Strecke vollständig abgebaut.
Im Rahmen eines Ausbauprogramms für kleine Bahnstationen wurde die Station Perleberg mit Bundes- und Landesmitteln für 485.000 Euro barrierefrei ausgebaut und im August 2017 wurde der neue 76 Zentimeter hohe Außenbahnsteig fertiggestellt. Außerdem erhielt der Bahnhof im Oktober 2017 ein elektronisches Stellwerk, weshalb auch die Bahnübergänge erneuert wurden.

## Personenverkehr

### Bahnverkehr

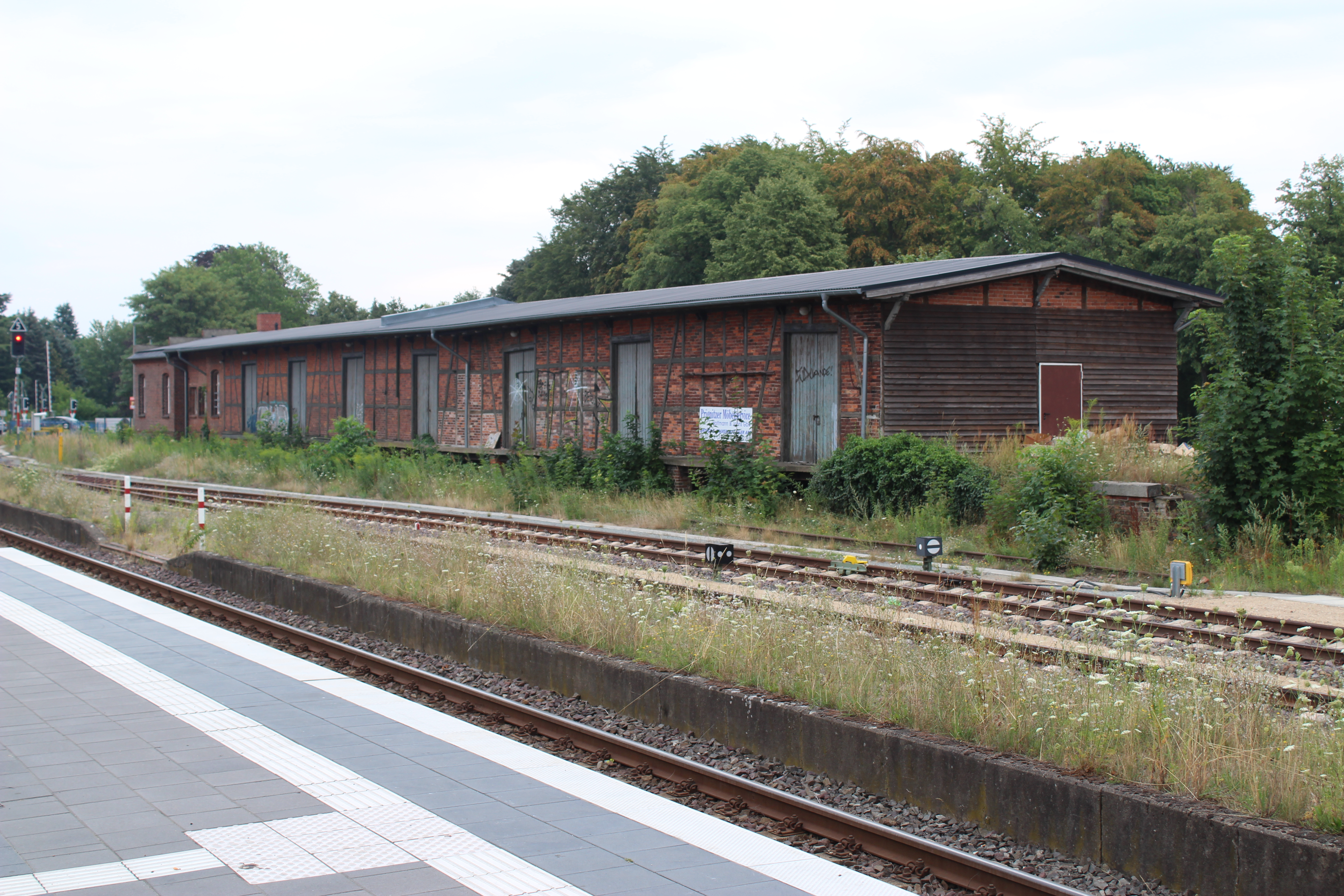
Güterschuppen (2019)

Der Bahnhof Perleberg wird von der Regional-Express-Linie RE 6, dem Prignitz-Express bedient.
| Linie                    | Verlauf | Takt (min) | EVU              |
| ------------------------ | --- | ---------- | ---------------- |
| RE 6                     | Berlin-Charlottenburg – Berlin-Spandau – Falkensee – Hennigsdorf (b Berlin) – Velten (Mark) – Kremmen – Neuruppin – Wittstock (Dosse) – Pritzwalk – Perleberg – Wittenberge | 60         | DB Regio Nordost |
| Stand: 15. Dezember 2024 | |            |                  |

### Busverkehr
Perleberg bildet einen regionalen Knotenpunkt des öffentlichen Busverkehrs. Am Bahnhof Perleberg liegt der zentrale Omnibusbahnhof der Stadt. Von hier verkehren die folgenden Buslinien (Stand: April 2013):
| Linie | Verlauf                                             |
| ----- | --------------------------------------------------- |
| 918   | Pritzwalk – Perleberg                               |
| 920   | Perleberg – Retzin – Wolfshagen – Seddin – Hellburg |
| 922   | Perleberg – Kleinow – Klein Gottschow               |
| 923   | Stadtverkehr Perleberg                              |
| 924   | Wittenberge – Weisen – Perleberg                    |
| 926   | Perleberg – Lenzersilge – Wittenberge               |
| 927   | Perleberg – Kyritz – Potsdam                        |
| 928   | Perleberg – Karthan – Bad Wilsnack                  |
| 930   | Perleberg – Karstädt – Groß Warnow – Ludwigslust    |
| 931   | Perleberg – Reetz – Berge                           |
| 932   | Perleberg – Karstädt – Dallmin – Berge              |
| 933   | Berge – Baek – Perleberg                            |
| 934   | Perleberg – Reetz – Gülitz                          |
| 935   | Perleberg – Bad Wilsnack – Glöwen                   |
| 937   | Bad Wilsnack – Roddan – Perleberg                   |